# A Railway Collision
A Railway Collision er en britisk stumfilm fra 1900 af Walter R. Booth.